# Leptidea
Leptidea és un gènere de lepidòpters papilionoïdeus de la família dels pièrids (Pieridae), subfamília Dismorphiinae. Viuen a Europa i Àsia, amb dues espècies als Països Catalans, Leptidea reali i Leptidea sinapis.

## Taxonomia
El gènere Leptidea conté les espècies següents:
- Leptidea amurensis Ménétriés, 1859[2]
- Leptidea duponcheli (Staudinger, 1871)
- Leptidea gigantea (Leech, 1890)
- Leptidea juvernica stat. nov.
- Leptidea morsei Fenton, [1882]
- Leptidea reali Reissinger, [1990] - angelet de muntanya
- Leptidea serrata Lee, 1955
- Leptidea sinapis (Linnaeus, 1758) - angelet comú

## Galeria

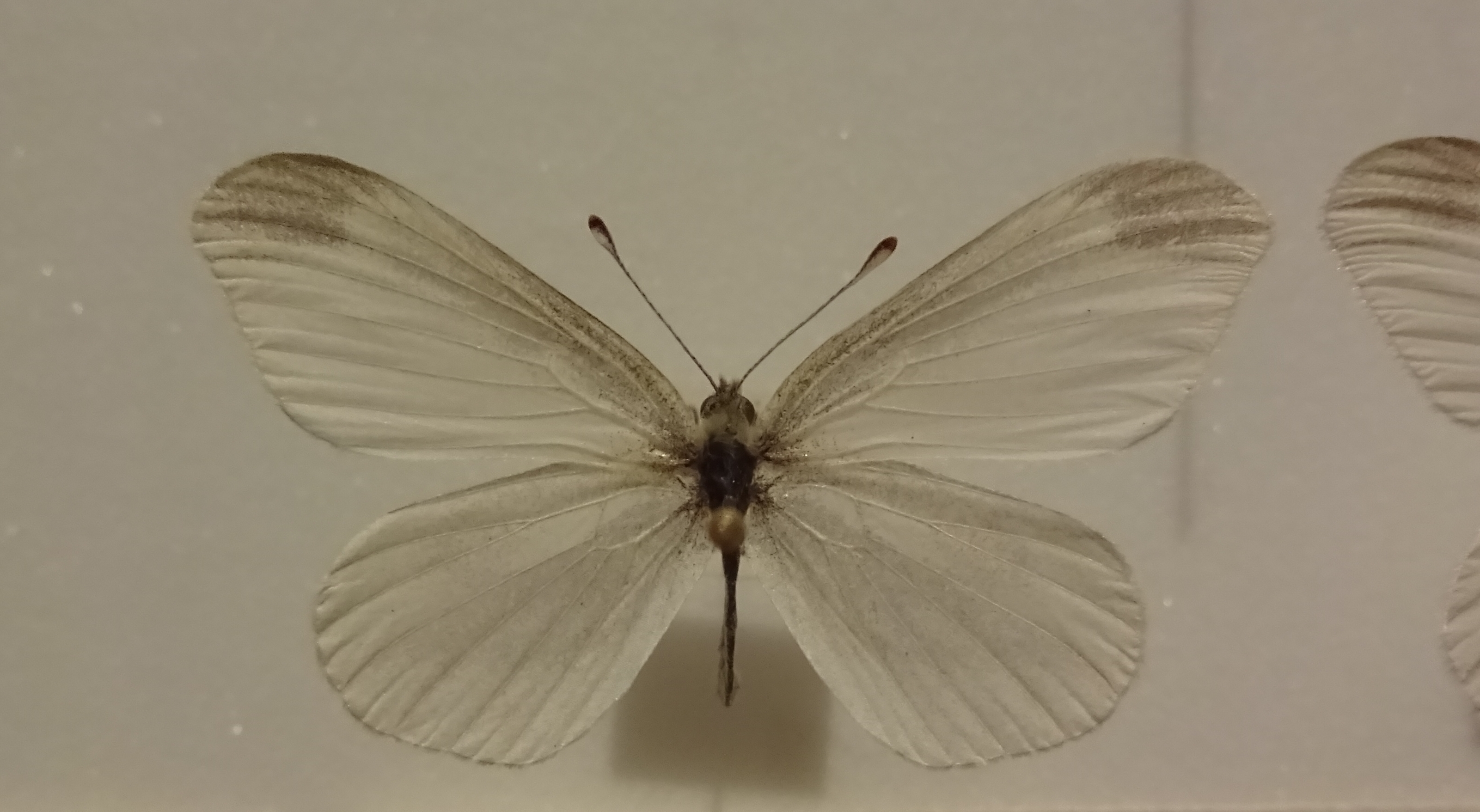
Leptidea amurensis
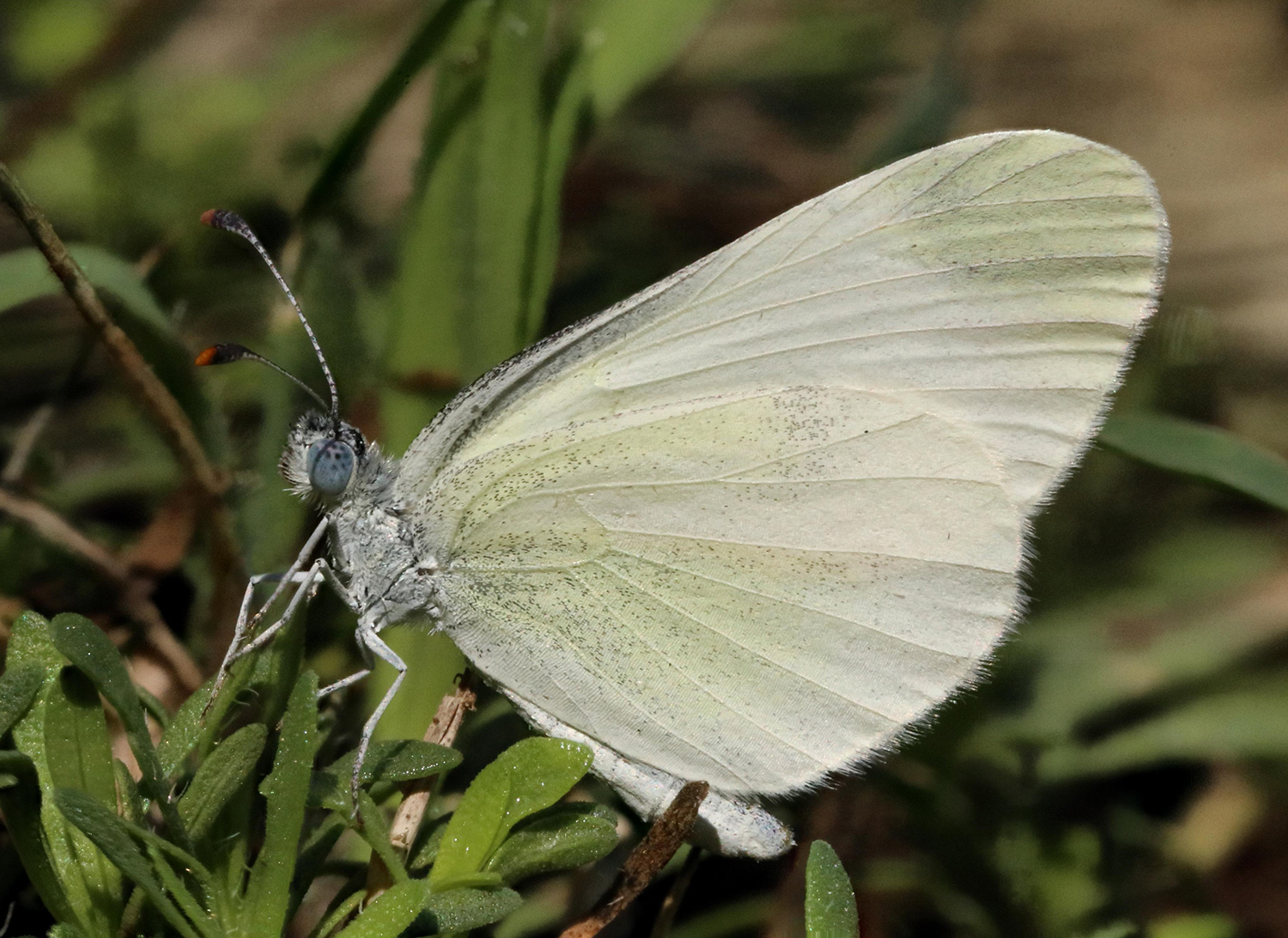
Leptidea duponcheli
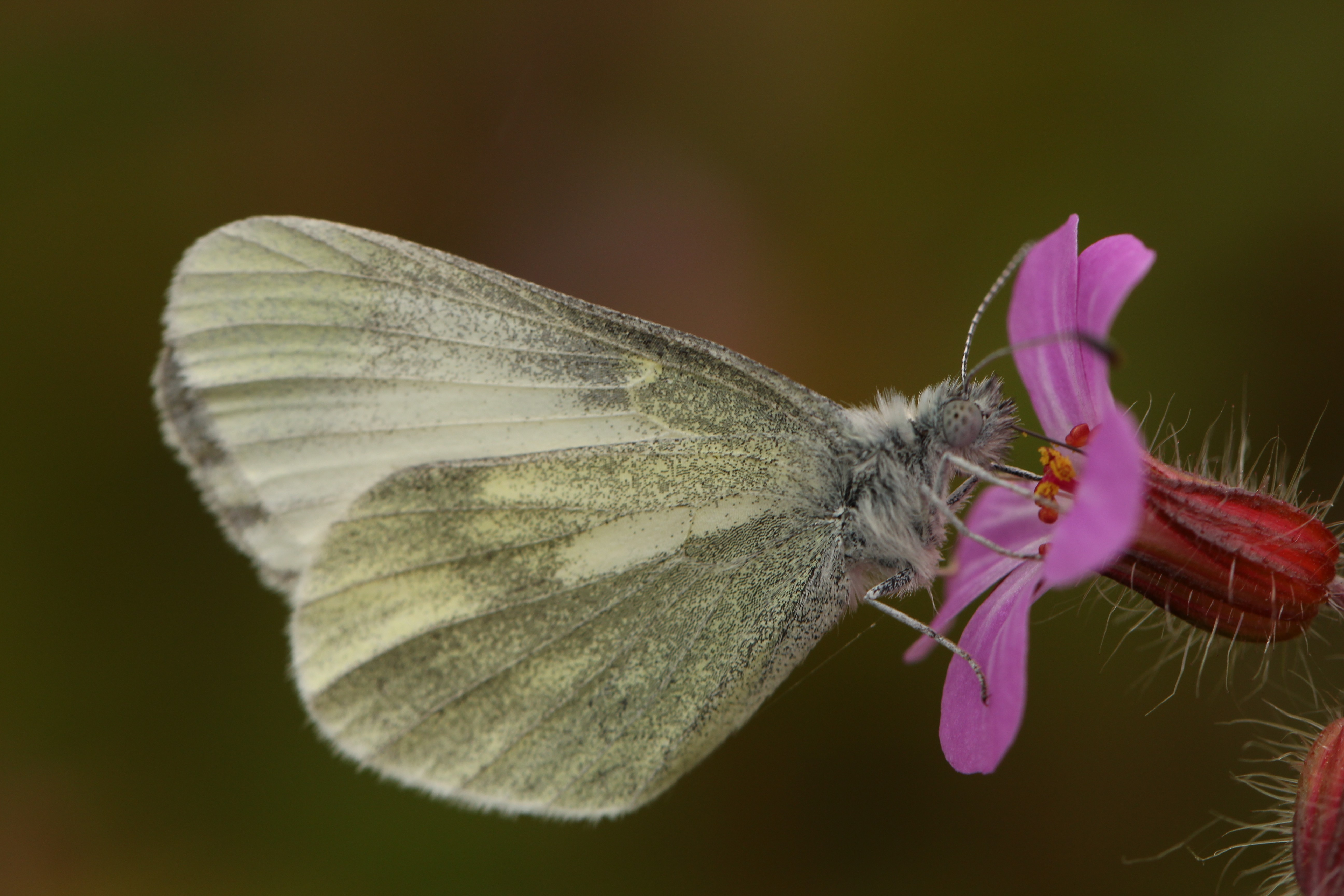
Leptidea juvernica
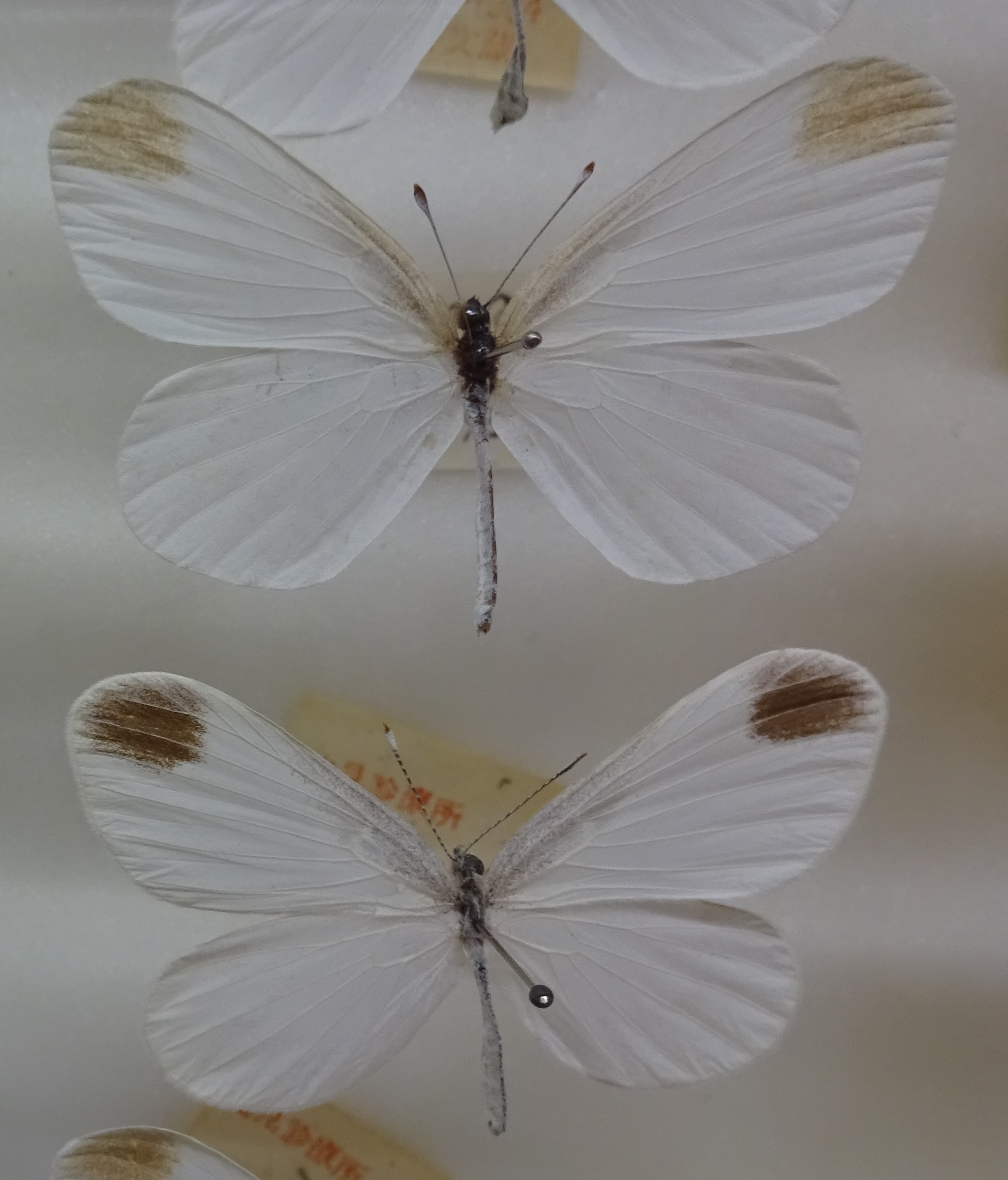
Leptidea morsei
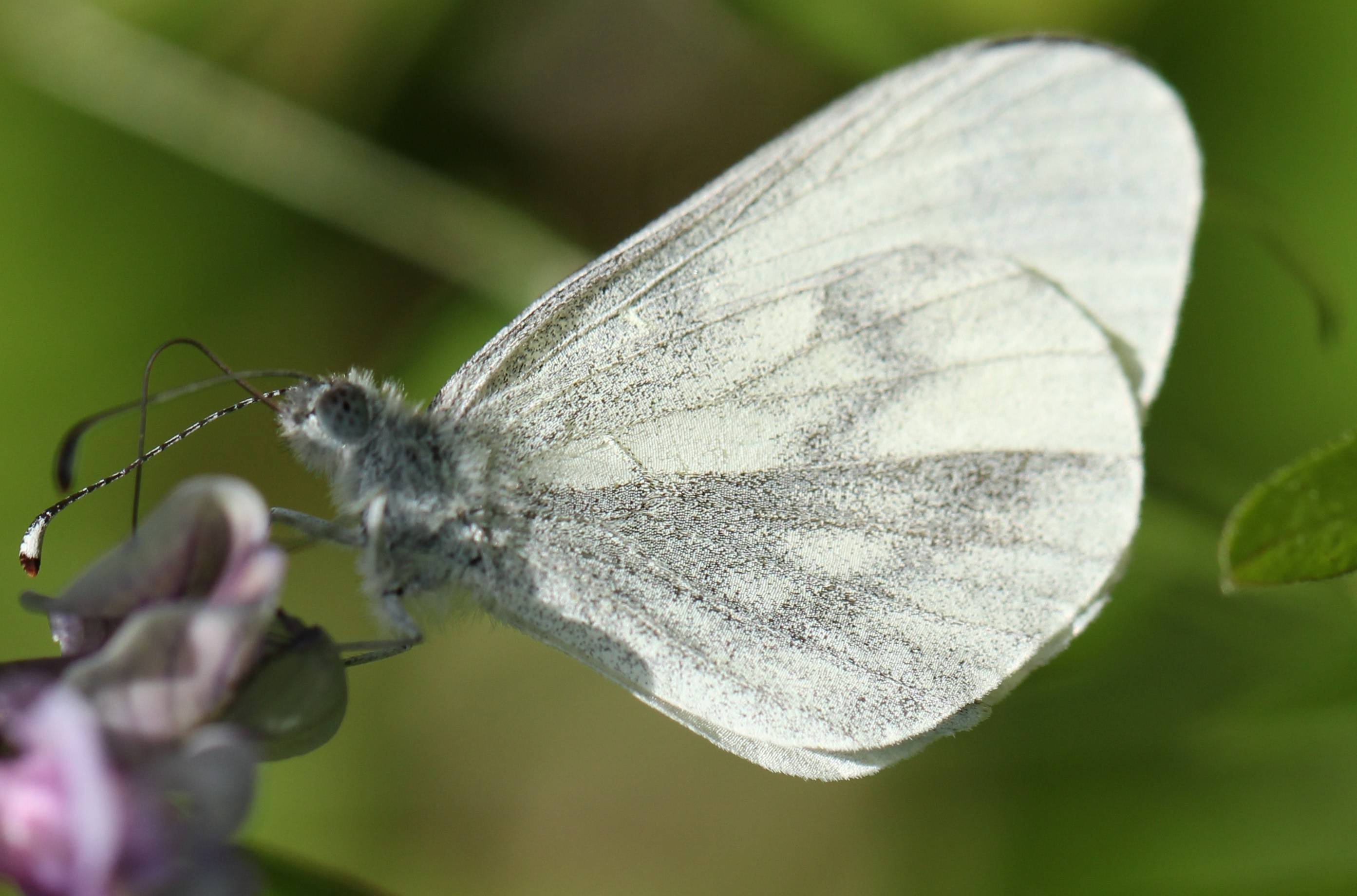
Leptidea sinapis